# Garra rufa
Poisson-docteur, Poisson-chirurgien d'eau douce
Espèce
Statut de conservation UICN

 LC  : Préoccupation mineure
Garra rufa, appelé communément Poisson-docteur ou Poisson-chirurgien d'eau douce, est une espèce de poissons de la famille des Cyprinidés. Il est originaire du Moyen-Orient et est notamment connu pour son action exfoliante.

## Description
Appartenant à la famille des cyprinidés, Garra rufa est une espèce grégaire qui doit être maintenue en groupe. De coloration sombre avec un ventre plus clair, il a une bouche en forme de ventouse, tirée vers le bas, ainsi que deux barbillons. Il peut habituellement atteindre 14 cm dans son habitat naturel mais dépasse rarement les 8-9 cm en aquarium. De même, il peut vivre jusqu’à 15 ans mais, en captivité, sa longévité se réduit entre 6 et 8 ans.

### Origine et localisation
Sa description scientifique a été réalisée en 1843 par l’ichtyologiste autrichien Johann Jacob Heckel. Il a pour origine géographique les rivières et fleuves d' Israël ,Turquie, Jordanie, Iran, Irak, Liban et Syrie. Il est présent dans l’Euphrate et le Tigre.

### Milieu naturel
Les conditions d’eau dans son milieu naturel ont un pH de 7 à 8 et une température comprise entre 15 et 35 °C. Garra rufa vit au fond à la recherche de nourriture et de cachettes parmi les pierres et les plantes.

### Alimentation
Il se nourrit essentiellement de plantes aquatiques et de micro-organismes tels que du phytoplancton, mais c’est un omnivore qui a besoin d’un apport en protéines, végétaux, sels minéraux et vitamines.

### Reproduction
Ovipare, la femelle lâche les œufs ensuite fécondés par le mâle. En cas de reproduction en captivité, il faut protéger les œufs pour qu’ils ne soient pas mangés par leurs géniteurs.

## Utilisation

### Traitement contre les maladies de peau
Présent dans les rivières près des villes turques de Kangal et Sivas, Garra rufa a d’abord été connu pour sa capacité à traiter des symptômes de peau tels que l’eczéma et le psoriasis. Le spa de Kangal, connu comme lieu de guérison pendant plus de cent ans, est depuis 1988, un centre de traitement du psoriasis qui accueille des malades venant du monde entier.
Garra rufa participe à ce traitement curatif en se nourrissant des parties de peau mortes, affectées ou couvertes de croûte, laissant ainsi la peau en bonne santé se régénérer. Avec sa bouche ventouse, car il n’a pas de dents, il détache les plaques de psoriasis de la peau ramollie par l’eau chaude.
Koray Altan, Directeur de la compagnie Psoriasis Fishcure qui reçoit chaque année 3 000 patients, explique que les malades ayant suivi minutieusement le traitement (8 h par jour dans l’eau pendant 3 semaines) repartent avec une peau saine grâce à la combinaison de ces poissons docteurs, la composition chimique et la température de l’eau. Il précise que ces bienfaits sont temporaires et qu’ils marquent le début d’une lutte contre la maladie.
Aucun élément scientifique ne permet toutefois d'affirmer, selon une décision du 13 février 2013 de l'Agence nationale de sécurité du médicament et des produits de santé (ANSM) publiée le 4 mai 2013 au Journal officiel, que Garra rufa libérerait une enzyme qui aurait des vertus thérapeutiques.

### Pédicure

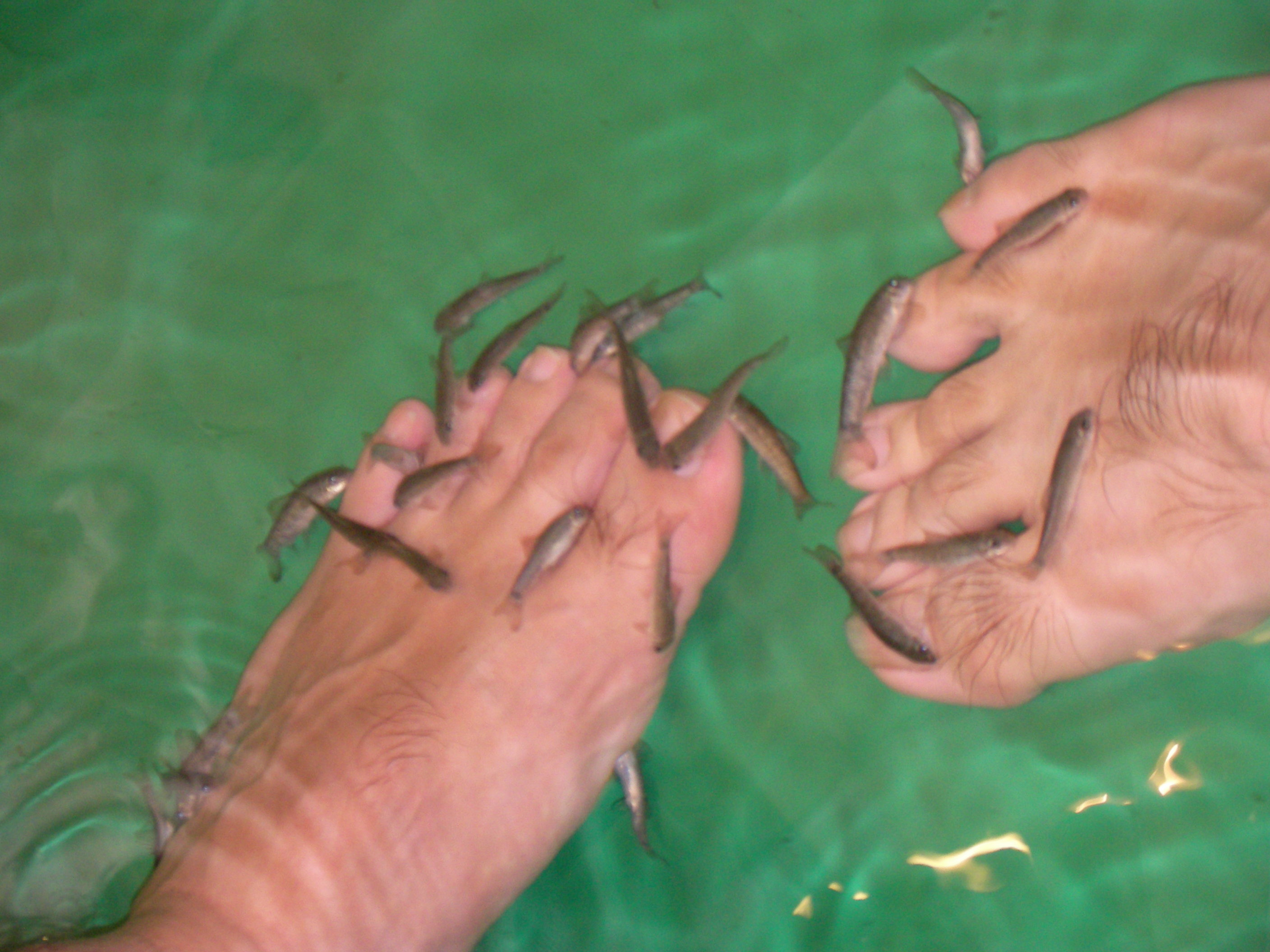
Plusieurs Garra rufa mangent les peaux mortes des pieds plongés dans leur bassin
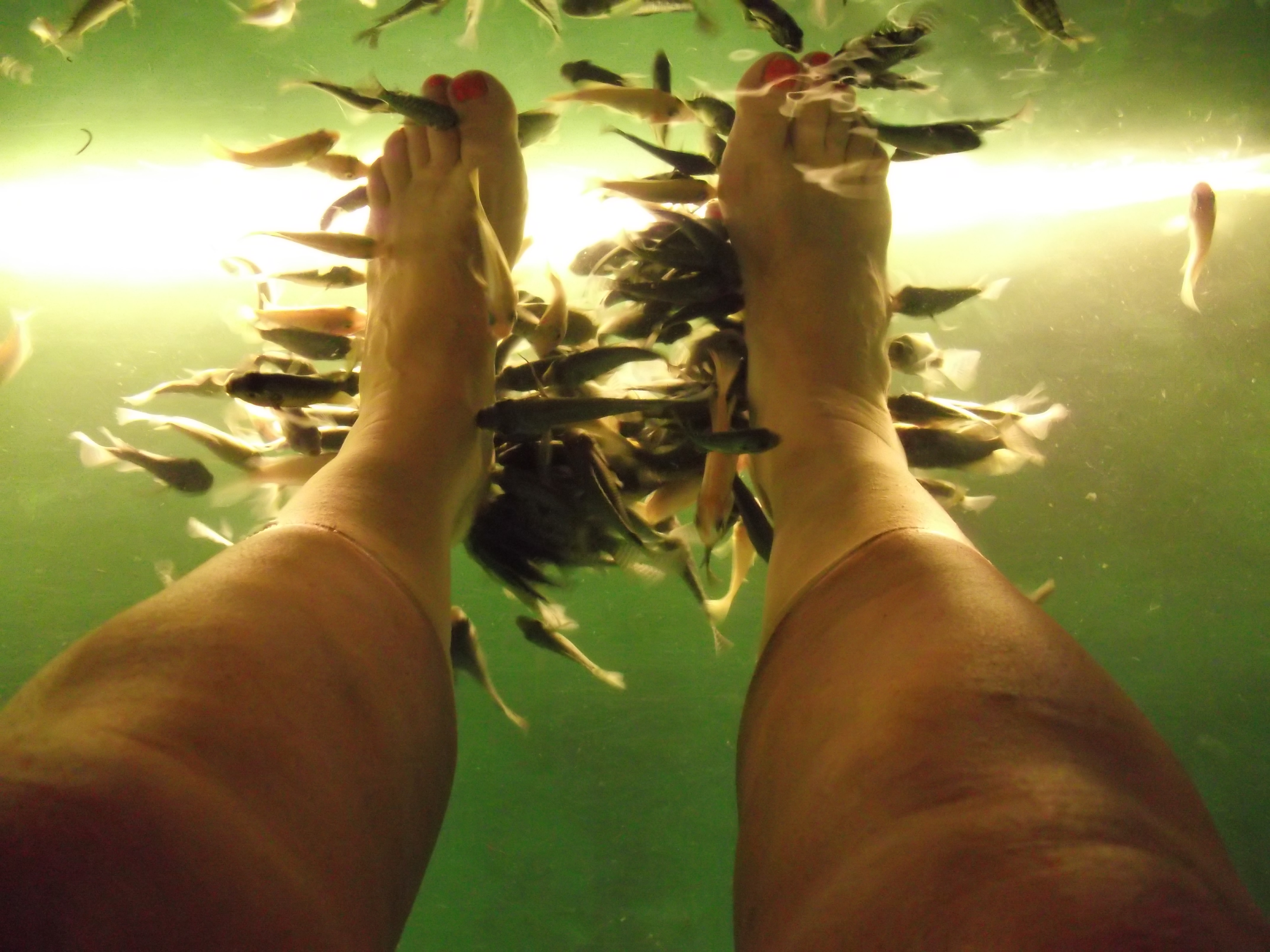
Des poissons-docteurs en plein travail à Siem Reap äu Cambodge

Connu pour ses vertus, Garra rufa a intéressé tout naturellement les professionnels du bien-être et de l’esthétisme. Il est désormais à l’origine du concept de fish pedicure : les clients plongent leurs pieds dans un bassin rempli de ces petits poissons et se laissent chatouiller pendant 15 à 30 min. Les poissons, qui n’ont pas de dents, appliquent de délicates succions pour se nourrir des peaux mortes. Le client en ressort avec la peau toute douce. Certains revendiquent cette exfoliation comme naturelle et plus efficace que celle effectuée par des mains humaines.
En 2006, la fish pedicure est développée dans des spas à Hakone au Japon et à Umag en Croatie. Le concept ne tarde pas à se propager dans d’autres pays : Chine, Belgique, Corée du Sud, Hongrie, Slovaquie, Inde, Thaïlande, Indonésie, Malaisie, Roumanie, République tchèque, Cambodge, Philippines, Espagne, France, Pays-Bas, Bahreïn, Bosnie-Herzégovine, Pakistan.
En 2008, aux États-Unis, le premier salon célèbre, Yvonne Hair & Nails, puis le premier en Nouvelle Angleterre : Kim Spa & Nails, ouvre à Alexandria en Virginie : .
En 2010, le phénomène débarque au Royaume-Uni où le premier spa ouvre à Sheffield.
La fish pedicure connaît un succès incontestable et devient très vite la nouvelle curiosité à essayer.
Attention cependant aux imposteurs du Garra rufa. En effet, on peut trouver dans des spas, d’autres poissons qui lui ressemblent, comme le Chin Chin, une autre espèce de carpe qui coûte moins cher mais qui a des dents, provoquant de microscopiques coupures après une trop longue séance.

#### Statut légal

##### Restrictions
En 1996, le gouvernement turc impose une restriction sur l’exportation de Garra rufa afin d’éviter la surexploitation.
La fish pedicure a été interdite dans 14 États des États-Unis tels que la Floride, le Texas et le New Hampshire, car jugée malsaine. Un panel de bassins, examiné par la Health Protection Agency (en) (HPA), l'agence de protection de la santé au Royaume-Uni, montrait un certain nombre de micro-organismes. La HPA craignait que des infections puissent être transmises du poisson à la personne (par l’exfoliation), de l’eau à la personne (par des bactéries qui peuvent se multiplier dans l’eau) ou d’une personne à une autre. Les régulations de cosmétologie exigent généralement que les outils utilisés soient désinfectés. Or il est impossible de désinfecter complètement les poissons et le changement d’eau après chaque utilisateur les tuerait.
Le risque d’infection s’accentue avec l’utilisation du poisson chinois Chin Chin puisque celui-ci provoque de légères coupures avec ses dents.

##### Règles d’hygiène et de sécurité
Pour pallier ces risques sanitaires, certains spas appliquent des règles d’hygiène et de sécurité : utiliser des rayons UV pour tuer les bactéries dans l’eau, scruter attentivement la moindre plaie sur les pieds des clients, les laver dans des bassins antiseptiques, ne pas utiliser les mêmes poissons pour deux clients différents dans la même journée, etc.
En octobre 2011, la HPA a précisé que, malgré le panel effectué, le risque d’infections restait très bas si des règles d’hygiène appropriées étaient appliquées par les spas et salons. Le Docteur Hilary Kirkbride, consultante épidémiologiste, renchérit en expliquant qu’il est peu probable qu’un membre du public attrape une infection à cause d’une fish pedicure, mais que le risque est plus élevé chez certaines personnes. Il est donc primordial que les salons s’assurent de la santé de leurs clients et qu’ils vérifient méticuleusement l’état de leurs pieds.
Le Docteur Paul Cosford, Directeur des Services de Protection de la Santé au HPA, ajoute que les risques causés par les bassins de poissons seront réduits au minimum si les spas suivent des standards stricts de propreté.
La HPA prodigue également des conseils à l’égard du public pour éviter le risque d’infections.

##### En France
Activité de soins esthétiques récente, la fish pedicure ne nécessitait aucune autorisation administrative particulière, mais elle est aujourd'hui plutôt mal vue des professions de santé pour des questions d'hygiène, et notamment des dermatologues et des pédicures-podologues dont le Conseil de l'Ordre a saisi la Direction Générale de la Santé ainsi que la Haute Autorité de Santé en vue de son interdiction en France .
Le 24 avril 2013, l'Agence nationale de sécurité sanitaire de l'alimentation, de l'environnement et du travail (Anses), saisie par la direction générale de la Santé, mandate une expertise concentrée sur les risques liés à la fish pédicurie.
« L’Agence considère qu’il existe un risque potentiel de transmission d’agents pathogènes d’origine humaine ou animale par le biais de l’eau ou des poissons, au cours de la pratique de « fish pédicure ». Ce risque est probablement faible, hormis pour les populations d’usagers sensibles, cependant, en raison de l’absence de données, il n’est actuellement pas possible de quantifier ce risque. En conséquence, l’Agence recommande l’acquisition de données pour pouvoir caractériser plus finement le risque sanitaire et relever les cas d’infections liées à la fréquentation d’établissements proposant ce type de soin pédicure.
En outre, l’Anses estime nécessaire d’encadrer les pratiques de « fish pédicure » par une réglementation adaptée afin d’assurer notamment :
- des bacs de « fish pedicure » contenant une eau garantissant la protection contre les risques d’infection pour l’usager ;
- des procédures d’admission et d’hygiène des usagers, d’hygiène de l’établissement sous la responsabilité de personnels qualifiés ;
- le contrôle et l’auto-surveillance du fonctionnement des installations, de la qualité de l’eau des bacs et de l’hygiène générale de l’établissement ;
- l’obligation de traçabilité des lots et le contrôle sanitaire des poissons ;
- l’information objective du public sur les dangers encourus lors de cette pratique ;
- l’information des personnels, y compris les travailleurs temporaires, les stagiaires et les personnels d’entreprises extérieures intervenant au sein de l’établissement, sur les risques d’infection, en particulier par des bactéries multirésistantes aux antibiotiques, et la nécessité du respect des règles d’hygiène au travail ;
- la formation des personnels de ces établissements pour garantir leur sécurité et celle des usagers.

Enfin, l’Agence rappelle par ailleurs la nécessité de prendre en compte la réglementation relative à la faune sauvage captive régissant les conditions d’ouverture des établissements proposant la pratique de « fish pedicure ». »

## Garra rufa dans la culture populaire
- Les garras rufas sont montrés à plusieurs reprises dans le film Gaspard va au mariage sorti en 2018. Ils servent à ingérer les peaux mortes des baigneurs. Ou dans le film Larguées, d'Eloïse Lang (2018), où la fish pedicure sert de distraction pour réconforter une Miou Miou déprimée après avoir été quittée par son mari.